# گرهارد ترمل
گرهارد ترمل (انگلیسی: Gerhard Tremmel؛ زادهٔ ۱۶ نوامبر ۱۹۷۸) بازیکن فوتبال اهل آلمان است.
از باشگاه‌هایی که در آن بازی کرده‌است می‌توان به باشگاه فوتبال سوانزی سیتی، باشگاه فوتبال هانوفر ۹۶، باشگاه فوتبال انرژی کوتبوس، باشگاه ورزشی وردر برمن، باشگاه فوتبال هرتابرلین، باشگاه فوتبال بایرن مونیخ، و باشگاه فوتبال ردبول زالتسبورگ اشاره کرد.